# Teresa Glad
Teresa Elisabeth Glad, född 8 juli 1976, är en svensk författare, illustratör och animatör.
Teresa Glad har studerat konst och animation på bland annat Konsthögskolan i Umeå och Konstfacks institution för animation och animerad film. Hon har även studerat skrivande med fokus på bilderboken på Högskolan för design och konsthantverk. 2005 medgrundade hon animationsstudion Eksjö Animation.
Glad startade 2018 en bilderboksutbildning på Sörängens folkhögskola där hon sedan undervisade under sex år. Hon debuterade som författare 2016 med Pella och pinnarna (Alfabeta bokförlag). År 2022 kom boken Farbröder (Natur & Kultur) som nominerades till Nordiska rådets barn- och ungdomslitteraturpris 2023 och som visades som en av "100 outstanding picturebooks” på barnboksmässan i Bologna. År 2023 kom Hemliga boken, den första boken i en serie om tre, som tar avstamp i Glads egen uppväxt i Orminge under 1980-talet.